# Prodidomus dalmasi
Prodidomus dalmasi là một loài nhện trong họ Gnaphosidae.
Loài này thuộc chi Prodidomus. Prodidomus dalmasi được Lucien Berland miêu tả năm 1919.